# Jacques de La Sague
Jacques de La Sague est un agent du XVIe siècle.

## Biographie
Jacques de La Sague, gentilhomme béarnais, est un agent du prince Louis Ier de Boubon-Condé, chef du parti protestant pendant les premières guerres de Religion, jusqu'à la mort de ce dernier en 1569. Alors qu'il revenait d'une visite à Paris et Chantilly pour visiter Madeleine de Roye, mère d'Éléonore de Roye, épouse du prince, et d'autres personnalités protestantes, il est arrêté le 26 août 1560 en possession de lettres compromettantes de son maitre. Soumis à la torture, il fait des aveux mettant en cause Antoine de Bourbon, François de Vendôme, vidame de Chartres, Robert de La Haye, homme de confiance du prince, et Madeleine de Roye ; en outre, des lettres cryptées révèlent une correspondance avec les princes protestants allemands. Une conséquence de cette interception est l'arrestation du prince de Condé par le duc François de Guise à Orléans le 31 octobre suivant.